# Ушковайзет
Ушковайзет (фин. uskovaiset — «верующие» или же фин. oikea kristittyjä — «ойкие криститту» — буквально: истинные христиане) — евангельское движение в среде прибалтийско-финских народов России. Значительное влияние на формирование этого христианского течения оказало миссионерская деятельность лестадианцев. Ушковайзет, как и лестадианство, не имеет обязанности уходить из ранее занимаемой христианской общины, поэтому сторонники данного движения, по большей части, состояли из членов православных приходов. Однако, на волне свободных проповедей и переводов Евангелия на родные языки, стремились к раннехристианскому построению жизни и представляли собою общины протестантского толка.

## История
Движение появилось в начале XIX века на севере России. В 1875—1876 годах особо отмечается в селе Ухта, в Кемском уезде Архангельской губернии. Учение распространилось среди православного карельского населения и на других приходах уезда. В Ухте и Войницах насчитывалось не менее 500 последователей движения. Основателями учения были карельские коробейники Григорий Богданов и Семён Пяллиев, финны Карл, Давид и Иоган Тауриайнены.
18 августа 1879 года в селе Ухта государственными властями губернии, в лице судьи Некрасова, главные идеологи «ушковайзет» были осуждены за совращение православных в «секту». Всего было арестовано шесть человек: Алексей Пяллиев и Тимофей Тиханов — местные жители Ухты; карел Василий Маликин, родом из села Войницы, трое финнов: братья Давид и Йохан Венберг и их приятель Каарло Тауриайнен. Остальных местных жителей Ухты просто напугали. Арестованные были отправлены в Кемь, в местную тюрьму. После двухмесячного заключения в тюрьме арестантов отпустили. Однако секта продолжала существовать. По данным исповедальных книг 1900 года в Кемском уезде числилось «сектантов „ушковайзет“»: в Панозере — один, в Ухте — 20 человек и в Войнице — семья Маликина из четырёх человек.
О деятельности «ушковайзет» в более поздние периоды практически ничего не известно; считается, что «секта… не получив поддержки и понимания местного населения, канула в Лету».

## Хеххулиты
Хеххулиты (или хиххулиты) —  харизматическое движение в среде ушковайзет. Народное прозвище  — «хиххулиты», дали очевидцы, сообщавшие следующее: «они во время своих молений настолько воспламеняются духом, что начинают прыгать в исступлении и во время этого транса издают всевозможные возгласы, среди которых часто слышится нечто вроде „хих-хух“».

## Вероучительные принципы ушковайзет
Приверженцы «ушковайзет» считали себя единственными истинными верующими, а остальных людей называли: «паканот» — «язычники» (от фин. pakana — язычник) и «эпяюмалайзат» — «идолопоклонники» (от фин. epäjumalaa — идол). Они призывали верующих отказаться от грехов, таких как пьянство, лень. Они не принимали многие таинства православной церкви, считая, что для спасения достаточно одной веры.
Однако, в отличие от старообрядцев Кемского уезда, многие «ушковайзет» признавали крещение и заключение брака православным духовенством в православной церкви, посещали и некоторые службы в церкви, касающиеся чтения Нового Завета.
Приверженцы «ушковайзет» не почитали святых апостолов и святых угодников, святых мощей и святых икон, не соблюдали постов и не изображали на себе крестного знамения.
Согласно учению, каждый член этой религиозной группы имел право проповедовать, подобно апостолу, так как каждый из них нёс в себе Духа Святого (поэтому христианские святые признавались такими же людьми, как и любой член религиозной группы «Ушковайзет»).
Сторонники этого религиозного движения трактовали слова апостола Иакова: «Итак исповедайте друг другу грехи» (Иак. 5:16), потому не принимали чина исповеди перед священством, но исповедовались друг перед другом.
Они отрицали обрядность, иконы, посты, таинства, духовенство, считали ненужными и храмы, на своих собраниях читая выборочные отрывки из Священного писания.